# 12052 Aretaon
12052 Aretaon eller 1997 JB16 är en trojansk asteroid i Jupiters lagrangepunkt L5. Den upptäcktes 3 maj 1997 av den belgiske astronomen Eric W. Elst vid La Silla-observatoriet. Den är uppkallad efter Aretaon i den grekiska mytologin.
Asteroiden har en diameter på ungefär 39 kilometer.